# Юзеф Гігіль-Мелехович
Юзеф Гігіль-Мелехович (пол. Józef Gigiel-Melechowicz; 6 березня 1890, Самбір — весна 1940, Харків) — польський офіцер, бригадний генерал.

## Біографія

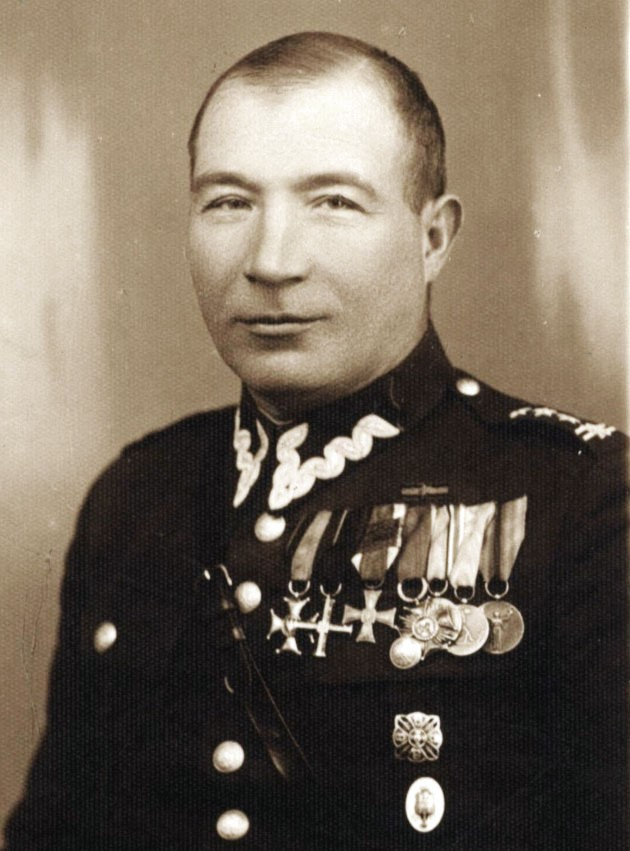

Син Антонія Гігіля і його дружини Марії, уродженої Крочак. З 1900 по 1906 рік він закінчив п'ять класів середньої школи в Імператорсько-Королівській гімназії ерцгерцогині Єлизавети в Самборі. Пізніше він протягом року вивчав теологію в Реформатському монастирі в Кракові, закінчив додатковий курс у старшій середній школі та склав іспит на атестат зрілості в гімназії Святої Анни в Кракові, але не отримав атестата. Він влаштувався на роботу на залізницю нижчим клерком. З 1911 по 1912 рік проходив обов'язкову військову службу в Сілезько-Моравському піхотному полку №100 у Кракові як доброволець протягом року. У жовтні або листопаді 1912 року він вступив до Стрілецької асоціації. Після початку Першої світової війни, з 6 серпня 1914 року, він служив у Польських легіонах під псевдонімом «Трауніхт», командував взводом у 3-й роті 2-го, потім — 3-го батальйону 1-го піхотного полку. 22 грудня 1914 року він був важко поранений у битві під Ловчувком, під час боїв, які вела 1-ша бригада проти російських військ з 22 по 25 грудня 1914 року. Він лікувався в лікарні до 1 липня 1915 року. 9 серпня 1915 року йому було присвоєно звання лейтенанта. 11 листопада 1915 року його було підвищено до оберлейтенанта, а 1 листопада 1916 року — до гауптмана. 5 липня 1916 року він відзначився у боях проти російських військ під Поляцькою Горою. Одужавши від поранень, Гігігль був призначений до 6-го піхотного полку, де він служив до командиром 2-го, а пізніше 3-го батальйону. Влітку 1917 року він відмовився скласти присягу на вірність німецькому імператору, за що його було заарештовано в Перемишлі у вересні 1917 року та депортовано до Варшави. Йому вдалося втекти з в'язниці 18 лютого 1918 року. Після звільнення він продовжив свою незалежницьку діяльність, встановлюючи контакти з Польською збройною організацією (ПЗО) у Варшаві, Любліні, Києві та Одесі. У цей час він прийняв новий псевдонім «Мелехович», який згодом став другою частиною його прізвища.
У листопаді 1918 року він вступив до лав Польської армії. 12 червня 1919 року він прийняв командування резервним батальйоном 6-го піхотного полку легіонів у Плоцьку. З 10 січня по 31 березня 1920 року він був направлений на вищий курс підготовки командирів батальйонів у Рембертуві. 1 квітня 1920 року його було призначено до Генерального командування округу «Померанія» на посаду керівника II та IV відділів. 15 липня 1920 року його було затверджено у званні майора піхоти, з 1 квітня 1920 року, у складі «колишньої групи Польських легіонів». З 15 липня по 31 серпня 1920 року він був організатором і командиром 263-го Добровольчого піхотного полку, а потім залишався в кадровому резерві Командування Північного фронту.15 вересня його було призначено до Командування 1-ї Дивізії Легіонів, а 24 листопада 1920 року — до Командування Центрально-Литовської Армії. З 1 червня 1921 року він служив у Командуванні Вільнюського кордонного сектору, залишаючись на обліку свого батьківського 6-го піхотного полку легіонів. У жовтні 1921 року його було переведено до 15-го піхотного полку «Вовки» в Дембліні. З 6 березня по 6 липня 1922 року він відвідував курс для командирів дивізій та піхотних полків у Армійському експериментальному навчальному центрі в Рембертуві. Він склав іспит з тактики із задовільним результатом, а решту предметів — з добрими результатами. Тим часом (3 травня 1922) йому було присвоєно звання підполковника зі старшинством станом на 1 червня 1919 року та 229-м місцем у офіцерському корпусі піхоти. У липні 1922 року його було переведено до 16-го піхотного полку в Тарнові на посаду заступника командира полку. У квітні 1924 року його було переведено до 54-го Кресівського стрілецького піхотного полку в Тарнополі на посаду заступника командира полку. 22 травня 1925 року його було затверджено на цій посаді. 31 березня 1927 року його було переведено до 40-го піхотного полку у Львові. 1 січня 1928 року його було підвищено до полковника зі старшинством з 1 січня 1928 року, та присвоєно 15-й ранг у піхотному офіцерському корпусі. 3 лютого 1928 року його було переведено до Експериментального центру. Він відвідував навчальний табір у Рембертові як студент третього, єдиного, тримісячного курсу для командирів полків. 17 листопада 1936 року інспектор армії генерал-майор Казімеж Фабрицій дав йому таку оцінку: «Дуже добре в полі та з армією. На карті він виглядає гірше. Поганий вихователь. Багато п'є – командувач полкового командування відправив його до лікарні на три місяці. Добрий бойовий командир, з яким не знаєш, що робити в мирний час». 12 січня 1937 року його перевели до командування корпусного округу №VI у Львові.
У вересневій кампанії 1939 року він командував Підкарпатською бригадою національної оборони. Після вторгнення радянських військ до Польщі його взяли в полон радянські війська під час боїв. Його утримували в таборі для військовополонених у Старобільську. Навесні 1940 року його було вбито офіцерами НКВС у Харкові та поховано в безіменній братській могилі в П'ятихатках, де з 17 червня 2000 року офіційно розміщується Харківський цвинтар жертв тоталітаризму.
Постановою Президента Польщі Леха Качинського від 5 жовтня 2007 року №112-48-07 йому було посмертно присвоєно звання бригадного генерала. Про це було оголошено 9 листопада 2007 року у Варшаві під час церемонії «Пам’ятаємо Катинь — вшануймо пам’ять Героїв».

## Сім'я
Він був одружений з Терезою (померла 1971 року в Лондоні), з якою мав двох синів: Здзіслава Кароля (1920–2011), лейтенанта 7-го кінно-артилерійського полку, кавалера ордена Virtuti Militari, та Мечислава Антонія Марію (1922–1991).

## Нагороди
- Медаль «За військові заслуги» (Австро-Угорщина)
- Virtuti Militari, срібний хрест (№6322; 17 травня 1922)[2] — за заслуги у боях проти російських військ під Поляцькою Горою. У заяві на цю нагороду, серед іншого, зазначалося: «5 липня 1916 року 5-та рота 6-го піхотного полку, під час контратаки на Поляцькій Горі, зіткнувшись з неперевершеним флангом інших рот, опинилася у скрутному становищі та залишилася сама проти переважаючого ворога. Завдяки своїй величезній мужності та самовладанню, лейтенант Гігіль атакував багнетами, прорвавши лінію фронту та викликавши паніку у ворожих рядах. Зіткнувшись із контратакою, він відступив лише за наказом, відступаючи крок за кроком з невеликою жменькою солдатів. Того дня він вдруге відзначився, коли по обіді, посеред урагану вогню та після смерті командира батальйону, прийняв командування батальйоном. Оточений та приречений, він повів розбитий батальйон до наступних позицій, які, незважаючи на величезну паніку угорських частин, негайно укомплектував та підготував до оборони, незважаючи на надлюдське виснаження менше 50% вцілілих солдатів.»
- Хрест Хоробрих — нагороджений 4 рази (31 липня 1922)
- Медаль Перемоги (6 серпня 1928)
- Золотий хрест Заслуги (10 листопада 1928)
- Пам'ятна медаль учаснику війни 1918-1921 років (1928)
- Медаль «Десятиліття здобутої незалежності» (1928)
- Хрест Незалежності (6 червня 1931) — «за роботу з відновлення незалежності.»[3]
- Знак за поранення та контузії з однією зіркою
- Знак «За вірну службу»
- Пам'ятний хрест 6-го піхотного полку Польських легіонів
- Пам'ятний знак в'язня ідеї

## Вшанування пам'яті
7 квітня 2018 року в Гданську, в рамках кампанії «Катинь... Ми пам'ятаємо» / «Катинь... Врятуємо від забуття», на набережній біля стадіону, який на той час називався «Енерга Гданськ», було посаджено три Дуби пам'яті, один з яких присвячений Юзефу Гігелю-Мелеховичу.
Меморіальна дошка, присвячена йому, знаходиться в Польовому соборі Польської армії у Варшаві[68].